# El Sombrerito

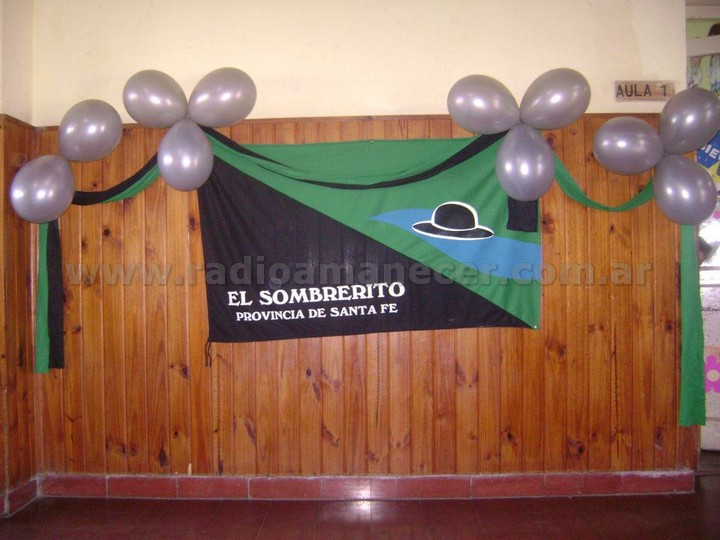
Bandera de El Sombrerito

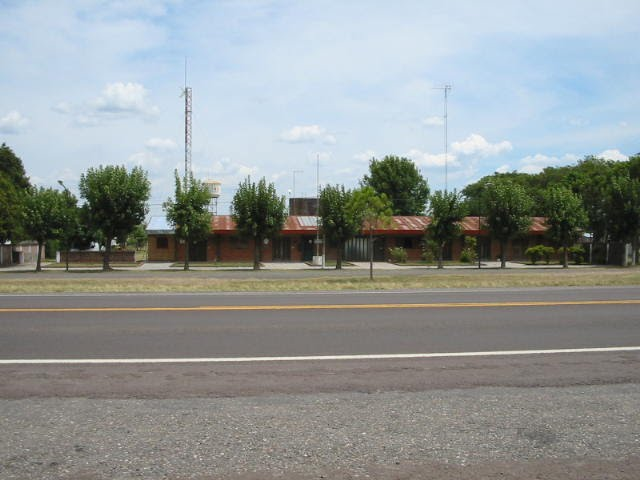
Comuna de El Sombrerito

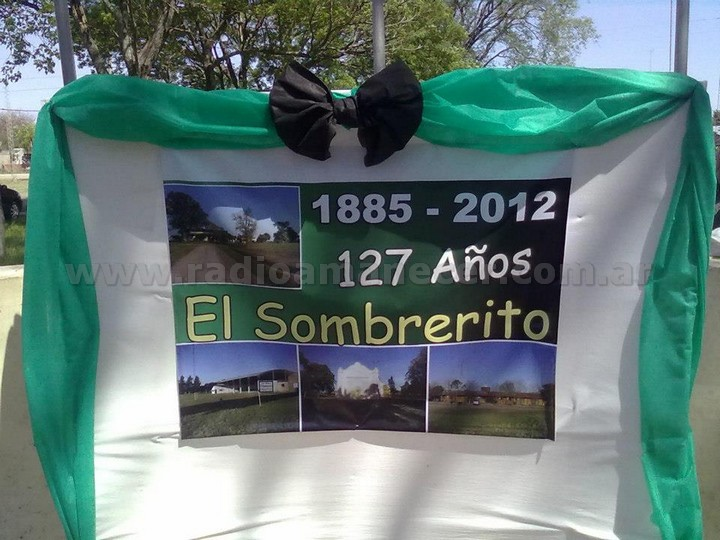
127 Aniversario de la Localidad de El Sombrerito

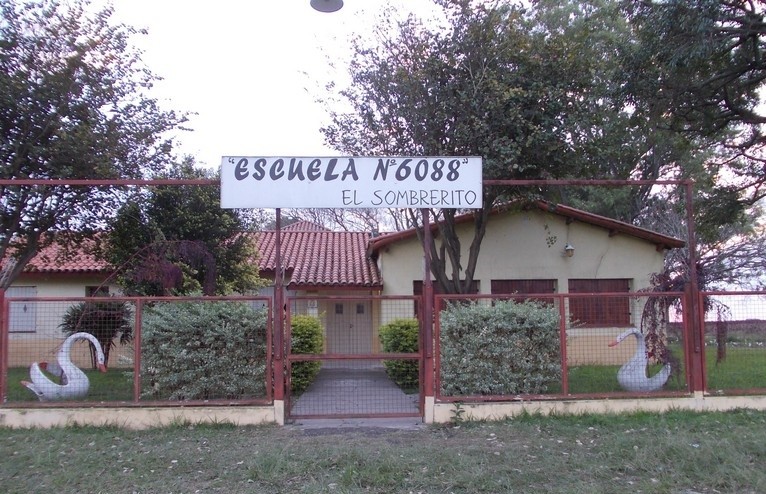
Escuela N.º 6.088 -El Sombrerito

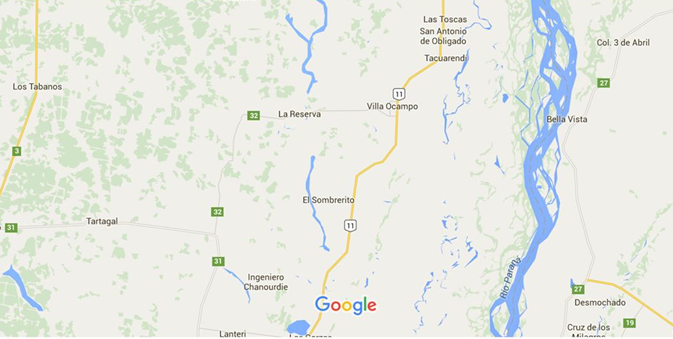
Ubicación geofráfica de El Sombrerito a la vera de la Ruta N 11

El Sombrerito es una localidad y comuna del departamento General Obligado, en el noreste de la provincia de Santa Fe, Argentina. Tiene una extensión de 582 km².
Fue fundada en el año 1885 por inmigrantes italianos que empezaron a llegar en los años 1880. La localidad creció lentamente hasta que en el año 1930 se habilitó una estación de ferrocarril cercana a las vías del tren, y ahí comenzó el rápido avance del pueblo. Fue establecida como comuna el 9 de octubre de 1958, y en 1971 fue formalmente nombrada como El Sombrerito.
Su actual presidente comunal es Luis Alberto Van de Velde del frente Juntos Avancemos, el cual finaliza su mandato en el 2025.

## Población
Cuenta con 1168 habitantes (Indec, 2010), lo que representa una disminución del 25% frente a los 1417 habitantes (Indec, 2001) del censo anterior. La población está repartida en 589 hombres y 579 mujeres, con una densidad de población de 2,01 hab/km².

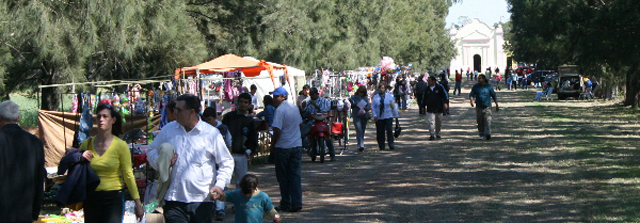
30 de agosto:Fiesta Patronal de Santa Rosa de Lima

| Gráfica de evolución demográfica de El Sombrerito entre 1991 y 2010 |
|                                                                     |
| Fuente: Censos nacionales del INDEC                                 |

## Santo Patrono
La Santa patrona de la comuna es Santa Rosa de Lima, la cual la celebran el día 30 de agosto.